# Federazione cestistica di Guam
La Federazione cestistica di Guam è l'ente che controlla e organizza la pallacanestro a Guam.
La federazione controlla inoltre la nazionale di pallacanestro di Guam e ha sede ad Agana.
È affiliata alla FIBA dal 1974 e organizza il campionato di pallacanestro di Guam.